# 前鳍高原鳅
前鳍高原鳅（学名：Triplophysa anterodorsalis）为輻鰭魚綱鯉形目條鳅科高原鳅属的鱼类。在中国，分布于金沙江水系等，體長可達9公分，生活習性不明。该物种的模式产地在四川会东县城金沙江的一条支流。

## 扩展阅读
維基物種上的相關：前鳍高原鳅